# Rhexoza radiella
Rhexoza radiella är en tvåvingeart som först beskrevs av Günther Enderlein 1926.  Rhexoza radiella ingår i släktet Rhexoza och familjen dyngmyggor.
Artens utbredningsområde är Tunisien. Inga underarter finns listade i Catalogue of Life.